# ジョー・ブライアント
ジョゼフ・ワシントン・ブライアント（Joseph Washington Bryant, 1954年10月19日 - 2024年7月15日）、通称ジョー・ブライアント（Joe Bryant）は、アメリカ合衆国ペンシルベニア州フィラデルフィア出身の元バスケットボール選手、指導者。
NBAのフィラデルフィア・セブンティシクサーズなどでプレイしたのちイタリアに渡り、プロバスケットボールリーグのレガAで7年間にわたり活躍。その後米国に戻り大学のアシスタントコーチ、女子リーグWNBAのロサンゼルス・スパークスの監督を務め、bjリーグの東京アパッチやJBLのレラカムイ北海道などでも監督を務めた。愛称は「ジェリービーン」。
妻パメラとの間に一男二女をもうけており、息子はバスケットボール界のスーパースターとして一時代を築いたコービー・ブライアントである。

## 経歴

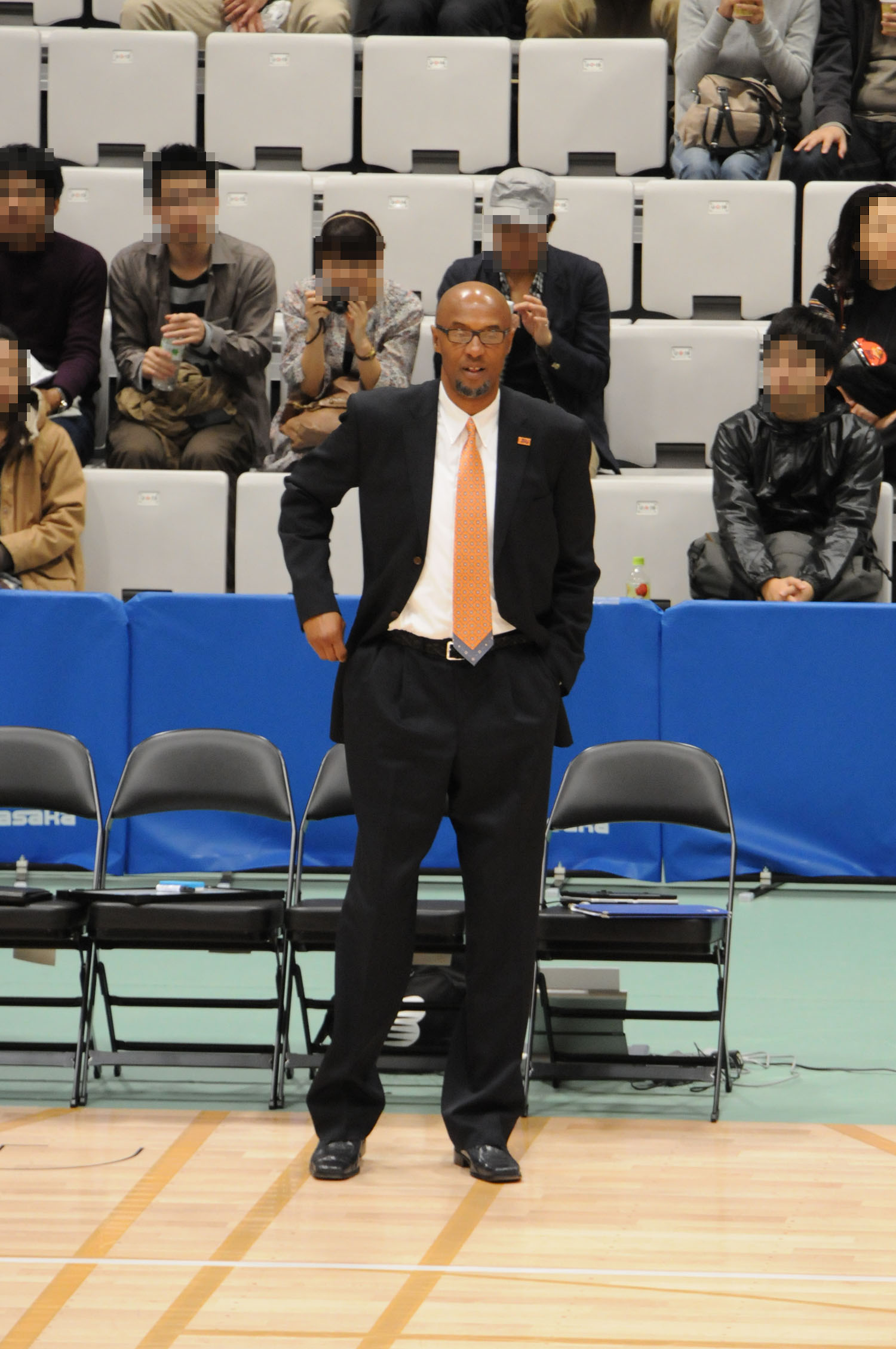

フィラデルフィアに生まれ、地元のラサール大学に進み、バスケットボールの選手として活躍した。 大学を3年で退き、1975年のNBAドラフトの全体14位でゴールデンステート・ウォリアーズに指名されたがシーズン開幕前にフィラデルフィア・セブンティシクサーズに加入した。身長207センチのブライアントはフォワードのポジションでプレイ、ジュリアス・アービングなどの控え選手としてチームに貢献した。1979年にはサンディエゴ・クリッパーズにトレードされ、このチームで3年目には半数以上の試合で先発を務めた。翌シーズンにはヒューストン・ロケッツに移籍しNBAでのキャリアを終えた。8年間の平均出場時間は21分、平均得点は8.7、リバウンドは4.0だった。
翌シーズンにイタリアのリーグ、レガAのリエティに移り、その後同リーグのレッジョ・カラブリア、ピストイア、レッジョ・エミリアの計4チームで7年間にわたりプレイした。7シーズンのうち4シーズンで平均得点30以上と活躍し、イタリアのファンから熱烈な声援を受けた。ピストイアでプレイした1987-88シーズンには53得点を2度あげたことがある。
イタリアでの7年間ののち、1992年に米国に戻り、母校のラサール大学でアシスタントコーチの職に就き、スカウトなどの仕事も兼ねた。1998年にイタリアの名門バスケットボールチーム、オリンピア・ミラノのオーナーの一人になったが、のちにチームを売却した。1999年には、既にNBAでスター選手として活躍していた息子のコービーが同チームのオーナーの一人になり、自身は取締役副社長兼ジェネラルマネージャーに就任した。
2003年、北米のバスケットボールリーグABAのラスベガス・ラトラーズ監督に就任。シーズン中に選手が不足したため、この時49歳になっていた彼は選手としてもプレイした。翌2004年には同じくABAのボストン・フレンジーの監督となり、このチームでも選手兼監督として活躍した。ABAで関わった2チームには、のちに東京アパッチの選手としてブライアントのもとでプレイするジョン・ハンフリーも所属していた。
2005年には女子プロバスケットボールリーグWNBAのロサンゼルス・スパークスとアシスタントコーチとして契約した。5月に始まったシーズン終盤の8月にブライアントは監督に昇格、シーズン残りの7試合を率いて4勝3敗、プレイオフの1回戦ではのちに優勝したサクラメント・モナークスに0勝2敗で敗退した。
同年の秋には、WNBAとシーズンの期間が重ならない日本プロバスケットボールリーグ（bjリーグ）の東京アパッチヘッドコーチに就任。bjリーグ初年度は20勝20敗でリーグ3位の成績だった。翌2006年度のWNBAでは、スパークスを地区1位、リーグ2位の25勝9敗の成績に導いた。プレイオフでは地区決勝でサクラメント・モナークスと対戦、この年も0勝2敗で敗れた。2007年4月にスパークス監督を辞任している。
東京アパッチでは2006-07シーズンは8位に沈んだが、その後は2シーズン連続（2007-08、2008-09）でチームをbjリーグ準優勝に導いた。2009年に退団、その後同年7月にイタリアのリエティのヘッドコーチに就任した。
2010-11シーズン、日本バスケットボールリーグ（JBL）のレラカムイ北海道HCに就任した。しかし、2011年1月、チーム運営会社の経営難と、それに伴う騒動に巻き込まれる形で退任。その後ロサンゼルス・スパークスのヘッドコーチに復帰した。
2012年1月、ASEANバスケットボールリーグのバンコック・コブラズのHC就任。2013年は同リーグのチャン・タイランド・スラマーズのHCを務める。
2014年12月、ジェームス・ダンカンに代わってライジング福岡のHCに就任した。
2024年7月15日、脳卒中のため死去した。69歳没。